# Sylvain Cordurié

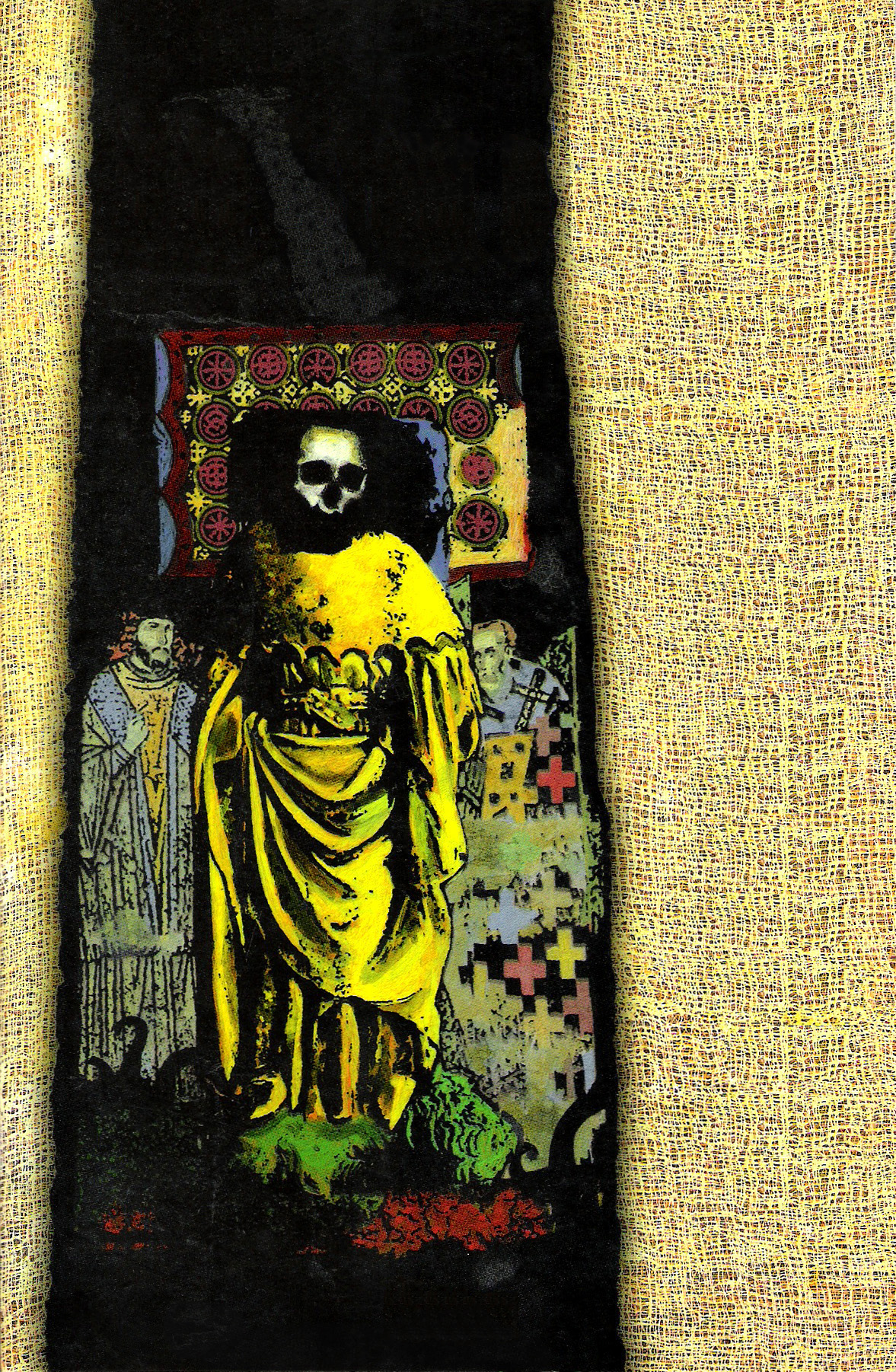
Illustration d'inspiration symboliste de Sylvain Cordurié pour la couverture du recueil Le cycle d'Hastur publié chez Oriflam.

Sylvain Cordurié est un scénariste de bande dessinée français né le 19 mai 1968 à Neuilly-sur-Seine. Après une formation aux Beaux-Arts d'Angers et une première expérience dans le milieu du jeu de rôle chez Oriflam puis chez Archeon,  il se lance dans la bande dessinée, généralement dans des univers fantastiques ou de science-fiction.

## Œuvres

### Séries
- Salem la noire (Delcourt, coll. Terres de Légendes) dessins de Stéphane Créty, scénario de Sylvain Cordurié et couleurs de Sandrine Cordurié.
  1. La Pierre de Mort-Levée (2003)  (ISBN 2-84055-933-1)
  2. Le Diadème des âmes (2004)  (ISBN 2-84789-252-4)
  3. Tongeren et Finicho (2004)  (ISBN 2-84789-496-9)
- Acriboréa (Delcourt, coll. Neopolis) dessins de Stéphane Créty, scénario de Sylvain Cordurié et couleurs de Sandrine Cordurié.
  1. L'incertain (2006)  (ISBN 2-84789-833-6)
  2. Les ruines de l'aréopage (2006)  (ISBN 2-7560-0147-3)
  3. Des millions de soleils (2007)  (ISBN 978-2-7560-0291-0)
  4. Les nuées (2007)  (ISBN 978-2-7560-0695-6)
  5. La directive arca (2008)  (ISBN 978-2-7560-0871-4)
- Le Céleste noir, scénario de Sylvain Cordurié, dessins de Laci (Delcourt, coll. Machination)
  1. De l'abîme, la lumière  (2008)  (ISBN 978-2-7560-0929-2)
- Le Code d'Hammourabi, scénario de Sylvain Cordurié, dessins de Vicente Cifuentes (Soleil, coll. Serial Killer)
  1. D'entre les morts (2008)  (ISBN 978-2-302-00129-9)
- L'Épée de feu, scénario de Sylvain Cordurié, dessins de Dražen Kovačević (Soleil, coll. Soleil Celtic)
  1. La malédiction de Garlath  (2009)  (ISBN 2-302-00594-5)
- One (Le Lombard,) dessins de Zivorad Radivojevic, scénario de Sylvain Cordurié et couleurs de Sandrine Cordurié.
  1. Rien qu'un souffle (2009)  (ISBN 978-2-8036-2573-4)
  2. L'oubli de soi (2010)  (ISBN 978-2-8036-2718-9)
  3. Fractions (2011)  (ISBN 978-2-8036-2885-8)
- Les Fléaux d'Enharma (Delcourt, coll. Terres de Légendes) dessins de Stéphane Créty, scénario de Sylvain Cordurié et couleurs de Sandrine Cordurié.
  1. Le Terreau des braves (2009)  (ISBN 978-2-7560-1411-1)
  2. Le Peuple fou (2010)  (ISBN 978-2-7560-1874-4)
- Ravermoon, scénario de Sylvain Cordurié, dessins de Léo Pilipovic (Soleil)
  1. La promesse des flammes (2010)  (ISBN 978-2-302-01051-2)
  2. Les germes du mal  (ISBN 9782302016354)
- Sherlock Holmes et les Vampires de Londres, scénario de Sylvain Cordurié, dessins de Laci (Soleil, coll. 1800)
  1. L'appel du sang (2010)  (ISBN 978-2-302-00966-0)
  2. Morts et Vifs (2010)  (ISBN 2-302-01083-3)
- Les Seigneurs de Cornwall, scénario de Sylvain Cordurié, dessins d'Alessio Lapo (Soleil, coll. Soleil Celtic)
  1. Le sang du loonois (2009),  (ISBN 978-2-302-00625-6)
  2. La Filleule des Fées (2011)  (ISBN 978-2-302-01128-1)
- Sherlock Holmes et le Necronomicon, scénario de Sylvain Cordurié, dessins de Laci (Soleil, coll. 1800)
  1. L'Ennemi intérieur (2011)  (ISBN 978-2-302-01624-8)
  2. La Nuit sur le Monde (2013)  (ISBN 978-2-302-024984)
- Sherlock Holmes Crime Alleys, scénario de Sylvain Cordurié, dessins de Alessandro Nespolino (Soleil, coll. 1800)
  1. Le Premier Problème (2013)  (ISBN 978-2-302-02723-7)
  2. Vocations forcées (2014)  (ISBN 978-2-302-03698-7)
- La Mandragore, scénario de Sylvain Cordurié, dessins de Marco Santucci (Soleil, coll. 1800)
  1. Une porte sur l'enfer (2012)  (ISBN 978-2-302-01625-5)
  2. La Part sombre (2013)
- Sword, scénario de Sylvain Cordurié, dessins de Laci (Soleil)
  1. Vorpalers sticker (2012)  (ISBN 978-2-302-01774-0)
- Sherlock Holmes - les Chroniques de Moriarty, scénario de Sylvain Cordurié, dessins de Fattori (Soleil, coll. 1800)
  1. Renaissance
- Sherlock Holmes et les Voyageurs du temps, scénario de Sylvain Cordurié, dessins de Laci (Soleil, coll. 1800)
  1. La Trame
- Sherlock Holmes Society, scénario de Sylvain Cordurié, dessins de Stéphane Bervas (tome 1) puis Eduard Torrents (tome 2) (Soleil, coll. 1800)
  1. L'Affaire Keelodge (2015)
  2. Noires sont leurs âmes (2015)
  3. In nomine dei (2015)
- Les Maîtres inquisiteurs, scénario de Sylvain Cordurié, dessins de Jean-Charles Poupard (tome 5), de Andrea Cuneo (tome 7) et de Elia Bonetti (tome 8) (Soleil, coll. Fantastique)
  1.  Aronn (2016)
  2.  Orlias (2017)
  3. Synillia (2018)